# Füsilier-Regiment Feldherrnhalle
Il Füsilier-Regiment Feldherrnhalle ("Reggimento fucilieri Feldherrnhalle" in lingua tedesca) venne costituito il 20 giugno 1943 nel sud della Francia rinominando il 120 Grenadier Regiment. Il reggimento era subordinato alla formazione del Panzerkorps Feldherrnhalle. Il reggimento fu distrutto nel luglio del 1944 a Minsk.

## Ordine di battaglia
- Regimentsstab
- Stab I. Bataillon
- 1. Kompanie
- 2. Kompanie
- 3. Kompanie
- 4. Kompanie
- Stab II. Bataillon
- 5. Kompanie
- 6. Kompanie
- 7. Kompanie
- 8. Kompanie
- Stab III. Bataillon
- 9. Kompanie
- 10. Kompanie
- 11. Kompanie
- 12. Kompanie
- 13. Kompanie
- 14. Kompanie